# František Jirava
MUDr. František Jirava (29. října 1941 – 8. června 2014) byl český politik a lékař, bývalý senátor za obvod č. 8 – Rokycany, člen ČSSD a poradce pro zdravotnictví hejtmanky Milady Emmerové.

## Profese
Od roku 1972 pracoval v Plicní léčebně Janov v Mirošově, kde v 90. letech zastával funkci primáře.

## Politická kariéra
V senátních volbách 1996 byl zvolen senátorem za obvod č. 8 – Rokycany, když v obou kolech porazil kandidáta ODS Karla Nováka. V horní komoře se angažoval ve Výboru pro zdravotnictví a sociální politiku. Ve volbách 2000 svůj mandát obhajoval, ale se ziskem 18,39 % hlasů se nedostal ani do druhého kola.
V roce 2001 se ve stranických volbách ucházel o post předsedy krajské organizace v Plzeňském kraji, porazil jej poslanec Václav Šlajs, přestože měl Jirava podporu členů Mladých sociálních demokratů i některých okresních sdružení.
Ve funkčním období 2002–2006 působil v zastupitelstvu obce Holoubkov.
Zasedal ve Výboru pro zdravotnictví a sociální věci Plzeňského kraje a byl členem představenstva nemocnice v Rokycanech. Stal se poradcem hejtmanky Milady Emmerové, přestože nevyhověl požadavkům výběrového řízení. V médiích se spekulovalo, že by mělo jít o střet zájmů, neboť Jirava byl jejím blízkým přítelem.